# Hällevik
Hällevik ist ein Ort (tätort) in der schwedischen Provinz Blekinge län und der historischen Provinz Blekinge. Der Ort liegt knapp acht Kilometer südöstlich von Sölvesborg, dem Hauptort der gleichnamigen Gemeinde, auf der Halbinsel Listerlandet. Wichtige Industriezweige des Badeortes sind der Tourismus und die Fischerei.
Der Ort ist zudem bei Fußballfans überregional durch den Mjällby AIF bekannt. Der ursprünglich im Nachbarort Mjällby beheimatete Klub trägt seine Heimspiele im in Hällevik befindlichen Stadion Strandvallen aus, das knapp 7500 Zuschauern Platz bietet.